# Landelijk Overleg van Surinaamse Organisaties in Nederland
Het Landelijk Overleg van Surinaamse Organisaties in Nederland (LOSON) en de Surinaamse Arbeiders en Werkers Organisatie (SAWO) waren strijd- en belangenbehartigingsorganisaties voor Surinaamse arbeiders in Nederland gedurende de jaren zeventig en tachtig van de vorige eeuw. De eerste organisatie, de LOSON, werd opgericht in 1973. De SAWO werd in 1985 de opvolger van de LOSON.

## Doel
De LOSON en de SAWO waren progressieve en democratische organisaties. Deze organisaties waren ook anti-imperialistisch ten opzichte van het Amerikaanse en Nederlandse bedrijfsleven in Suriname. Hun leden ondersteunden dan ook de arbeiders- en volksbewegingen in Suriname voor de invoer van democratie, werkelijke onafhankelijk van Nederland en sociale vooruitgang. De activiteiten van de LOSON en de SAWO waren over een breed veld verspreid waaronder de ontwikkeling van de Surinaamse volkscultuur, werk, onderwijs, huisvestiging en gezondheidszorg.

## Voorgeschiedenis
In de periode voorafgaand aan de oprichting van de LOSON, was er veel onrust in Suriname. In 1969 kwam een coalitie van de VHP en de PNP aan de macht die voorbereidingen trof voor een toekomstige onafhankelijkheid van Nederland. Veel jonge Surinamers vertrokken daarop naar Nederland om daar te studeren of te werken. De overheid en de burgers die achter bleven maakte zich grote zorgen over deze kennisvlucht. Daarnaast investeerden Amerikaanse en Nederlandse bedrijven in de Surinaamse industrie met vaak negatieve gevolgen voor de Surinaamse arbeiders.
Het resultaat van deze ontwikkelingen was dat er veel armoede en corruptie was in Suriname. Spanningen tussen de overheid en de rest van het land liepen op. In januari 1973 gingen de Surinaamse douaniers staken na mislukte onderhandelingen met het ministerie van Financiën over salarisherzieningen. De douane bond werd al snel gesteund door andere Surinaamse vakbonden en werkersorganisaties. De pers mocht van de Surinaamse overheid niks publiceren over de protesten. Hierop besloten enkele communistische partijen hun eigen nieuwsbladen te publiceren zoals de Rode Surinamer en het Manifest.
De LOSON werd opgericht met als doel om het Amerikaanse en Nederlandse imperialisme te bestrijden ten gunste van de Surinaamse en Nederlandse arbeiders. De actievoerders van de LOSON deden dit door geld in te zamelen en grote steunacties te organiseren in Nederland. Verzamelde gelden werden gedoneerd aan communistische organisaties in Suriname. Tegelijkertijd ging de LOSON zich ook richten op de sociale vooruitgang van Surinaamse immigranten in Nederland.

## Organisatie
Alle activisten die actief waren in deze organisaties waren vrijwilligers met een serieuze politieke rol in de Surinaamse gemeenschap. De LOSON werd aanvankelijk geleid door progressieve, Surinaamse studenten. Gedurende de eerste twaalf jaar van zijn bestaan, groeide de LOSON uit tot een van de grootste organisaties voor Surinaamse arbeiders in Nederland.
Tijdens het achtste congres van de LOSON, op 12 juni 1985, werd de organisatie omgevormd tot de SAWO. Volgens de actievoerders van de SAWO was dit het antwoord van de organisatie op voortdurende economische recessie en het onvermogen van de elite om de problemen in Nederland op te lossen. Er kwam ook een nieuw leidinggevend bestuur, de Centrale Raad. Organisaties die waren verbonden aan de SAWO waren de Bond van Surinaamse Vrouwen (BSV) en de SAWO-jongeren. De LOSON en de SAWO onderhielden goed contact met de Communistische Partij van Suriname. Bram Behr, de oprichter van de CPS, werd vaak als spreker voorgedragen tijdens demonstraties en andere activiteiten van de LOSON.
De organisatie ontleende de naam aan de Surinaamse Arbeiders en Werklozen Organisatie (SAWO) uit 1932. Deze beweging voor werklozen was opgericht door de Surinaamse vakbondsleider Louis Doedel, die correspondeerde met Anton de Kom. De organisatie was verboden in 1933, hetzelfde jaar dat De Kom naar Nederland was verbannen. De LOSON besloot dat deze nieuwe naam de richting van de beweging beter tot uitdrukking gaf en wilde de SAWO in ere te herstellen.

## Activiteiten
De LOSON was actief in de Amsterdamse krakersbeweging van de jaren 1970 en 1980. In de vroege jaren 1970 ontstond er onrust in verschillende steden vanwege de grote aantallen Surinaamse immigranten. Een spreidingsbeleid kwam aan de orde. Onder andere in Amsterdam konden veel Surinamers geen woning krijgen in bepaalde buurten. Veel van de nieuwkomers konden alleen terecht in kleine, verouderde pensions in het centrum van de stad.
Activisten gingen een aantal keren per week wijken in Amsterdam, Rotterdam, Utrecht en Den Haag in om contact te leggen met Surinamers. Ze stonden elke week op markten en belden aan bij huizen met Surinaams klinkende achternamen op de naamplaatjes. Dit om met zoveel mogelijk mensen te praten over de situatie in Nederland en in Suriname; hun standpunten en visies over de oorzaken met hen te delen, hen te motiveren op te komen voor hun rechten en maatschappelijke verandering en hen te bemoedigen zich aan te sluiten bij de organisatie of deel te nemen aan bijeenkomsten en acties. Daarnaast organiseerde de beweging kinderactiviteiten, sociale ontmoetingen met sport en spel en familiedagen.
Activisten bij de LOSON, maakten in 1982 een documentaire over de woonsituatie in de stedelijke pensions genaamd 'Onderneming Onderdak'. In diezelfde tijd was er sprake van veel leegstand in de Bijlmermeer. Leegstaande flats zoals Gliphoeve werden massaal gekraakt door Surinaamse woningzoekenden. De LOSON organiseerde solidariteitsdemonstraties en werkte samen met de Amsterdamse krakersbeweging om de woningen te behouden. Helaas namen de sociale problemen in de wijk alleen maar toe. De LOSON hielp de inwoners van de Bijlmermeer zoveel mogelijk, onder andere door rechtsbijstand, kinderopvang, arbeidsconsultaties en daklozenopvang te verlenen. Daarnaast organiseerde de LOSON ook culturele activiteiten zoals theatervoorstellingen en klassenuitjes voor kinderen.
De LOSON en de SAWO organiseerde ook demonstraties in verband met specifieke gebeurtenissen zoals de dood van Ludwig Gorrisson, Ahmed Touzani en Sergio Helstone. Na de sergantencoup organiseerde de LOSON protestacties tegen de regering van Desi Bouterse. In Nederland organiseerde de LOSON meteen na de Decembermoorden herdenkings- en protestbijeenkomsten, ook omdat Bram Behr een van de vijftien slachtoffers was. De organisatie sprak zich uit tegen het dictatoriale regime, met vervolging en bestraffing van de Decembermoorden als speerpunt. De terreur in Suriname en intimidaties in Nederland zorgden voor angst en terughoudendheid bij de Surinaamse gemeenschap en voor de leden van de LOSON werd het daardoor lastiger om acties te voeren, maar dat betekende niet dat ze zich lieten tegenhouden.
Bij petities, fakkeloptochten, demonstraties en bijeenkomsten, werd steeds meer de samenwerking met andere democratisch krachten en nabestaanden opgezocht. De activisten ontfermden zich over de opvang van ontkomen politieke activisten van met name de organisatie van Bram Behr. Daarnaast werd het blad Mokro een aantal jaren ook in Nederland uitgebracht.
De LOSON hield zich ook met andere kwesties bezig. De organisatie sprak zich uit tegen onder meer het Apartheidsregime in Zuid-Afrika, dictatoriale overheden in Latijns-Amerika en het Israël-beleid aangaande Palestina. LOSON-delegaties waren aanwezig bij congressen en protesten over dit soort thema’s, georganiseerd door linkse bewegingen. De LOSON-leden voelden zich verwant aan andere gemarginaliseerde groepen in Nederland zoals de Turkse en Marokkaanse gastarbeiders, de Molukkers en andere Nederlanders die te kampen hadden met werkeloosheid en slechte huisvesting of woningnood. Naast acties voor een gelijkwaardige behandeling van Surinamers in Nederland, werd ook met activisten afkomstig uit andere migrantenorganisaties en Nederlandse organisaties samengewerkt bijvoorbeeld tegen de Vreemdelingenwet van 1980.
Na het samengaan met de SAWO in 1987 bleef de organisatie zich inzetten voor de belangen van Surinamers in Nederland. De organisatie hield zich verder bezig met de herinnering aan Anton de Kom en hielp mee aan een petitie voor diens eerherstel. Toen zich in 7 juni 1989 een grote vliegtuigramp in Suriname voltrok, organiseerde de SAWO het Solidariteitscomité Nabestaanden 7 juni. In samenwerking met de Stichting Dravercomité en met behulp van donaties werd op 7 juni 1991 een monument onthuld in Amsterdam ter herinnering aan de 178 omgekomenen, voornamelijk Surinamers wonende in Nederland. De Surinaamse kunstenaar Guillaume Lo A Njoe maakte het monument. De SAWO werd rond de eeuwwisseling opgeheven.

## Publicaties
Vanaf juni 1987 tot 1991 publiceerde de SAWO iedere maand het nieuwsbulletin ‘Kon Na Wan!’. Het blad beschreef uitsluitend nieuws dat gerelateerd was aan belangen en acties van de SAWO. De SAWO publiceerde in 1989 ook een boek over Anton de Kom, een van de voorlopers van de communistische en anti-kolonistische bewegingen in Suriname.
‘Mokro’ en ‘Mokro dekati’ waren periodieken van de Communistische Partij van Suriname. Leden van de LOSON en de SAWO droegen regelmatig bij aan de publicatie van deze bladen door artikelen te schrijven en interviews af te leggen. Het eerste maandelijkse nummer van ‘Mokro’ verscheen in augustus 1979. Het eerste nummer van de dagelijkse uitgave van ‘Mokro dekati’ werd gepubliceerd op 27 februari 1980.

## Heden
Veel publicaties en het archief van de LOSON en de SAWO liggen opgeslagen in het Internationaal Instituut voor Sociale Geschiedenis en zijn raadpleegbaar op aanvraag. The Black Archives beheert collecties en organiseert lezingen, rondleidingen, tentoonstellingen en andere activiteiten over racisme en race issues, slavernij en (de)kolonisatie, gender en feminisme, sociale wetenschappen en ontwikkeling, Suriname, de Nederlandse Antillen, Zuid-Amerika, Afrika en meer. Stukken die te maken hebben met de LOSON zijn ook hier te vinden.